# Cantón de La Roche-Bernard
El cantón de La Roche-Bernard era una división administrativa francesa, que estaba situada en el departamento de Morbihan y la región de Bretaña.

## Composición
El cantón estaba formado por ocho comunas:
- Camoël
- Férel
- La Roche-Bernard
- Marzan
- Nivillac
- Pénestin
- Saint-Dolay
- Théhillac

## Supresión del cantón de La Roche-Bernard
En aplicación del Decreto n.º 2014-215 de 21 de febrero de 2014, el cantón de La Roche-Bernard fue suprimido el 22 de marzo de 2015 y sus 8 comunas pasaron a formar parte; siete del nuevo cantón de Muzillac y una del nuevo cantón de Guer.